# Indiai lótusz
Az indiai lótusz (Nelumbo nucifera) a próteavirágúak (Proteales) rendjébe, ezen belül a lótuszfélék (Nelumbonaceae) családjába tartozó faj.

## Előfordulása
Az indiai lótusz Dél-, Délkelet-Ázsiában és Észak-Ausztráliában őshonos növényfaj.
Magyarországon a 19. század második felében próbálkoztak először szabadföldi megtelepítésével. Először a Szent Lukács gyógyfürdő egyik meleg vizű tavába ültették. Szegeden, a Szegedi Tudományegyetem Botanikus Kertjében az 1950-es évektől él ott indiai lótusz. Itt, az iszapba visszahúzódott gyöktörzsei miatt, a vastag jég alatt is veszélytelenül áttelel.

## Megjelenése
A növény hatalmas, pajzs alakú leveleinek nyele a lemez közepéből ered, s emeli a viaszbevonatú, fonákán vörösen foltos levelet magasan a víz színe fölé. Emberfej nagyságú virágai rózsaszín, vagy fehér színűek. A kellemes illatú virág, körülbelül 1,5-2 méteres magasságban a levelek felett virít. Óriási, néha 30-40 centiméter hosszúságú sziromlevelei az erős napsütésben összezáródnak. A termőlevelek eredési helyei között a virágzati tengely tovább növekedik, s minden termőlevelet körgyűrűszerűen vesz körül. Ettől felülnézetben szitaszerű, 5-10 centiméteres képződményt látunk, és ezeknek a lyukacsaiból nyúlnak ki a bibék. A nagyszámú porzó e tok oldalán sorakozik. A magházakból kialakuló makkszerű termések sok keményítőt tartalmaznak.

## Az indiai lótusz a kultúrában
A növény az ősi keleti vallásokban a megtisztulás és az újjászületés jelképe. Virága a buddhizmus egyik fő szimbóluma.
Több ázsiai országban fogyasztják. Kínában és Indiában régebben, úgynevezett „varázsital” készítésére használták fel, ezt a lótuszfélét; manapság süteménynek dolgozzák fel. Gyöktörzséből főzeléket készítenek, tejnedve pedig gyógyászati célokat szolgál.

## Képek

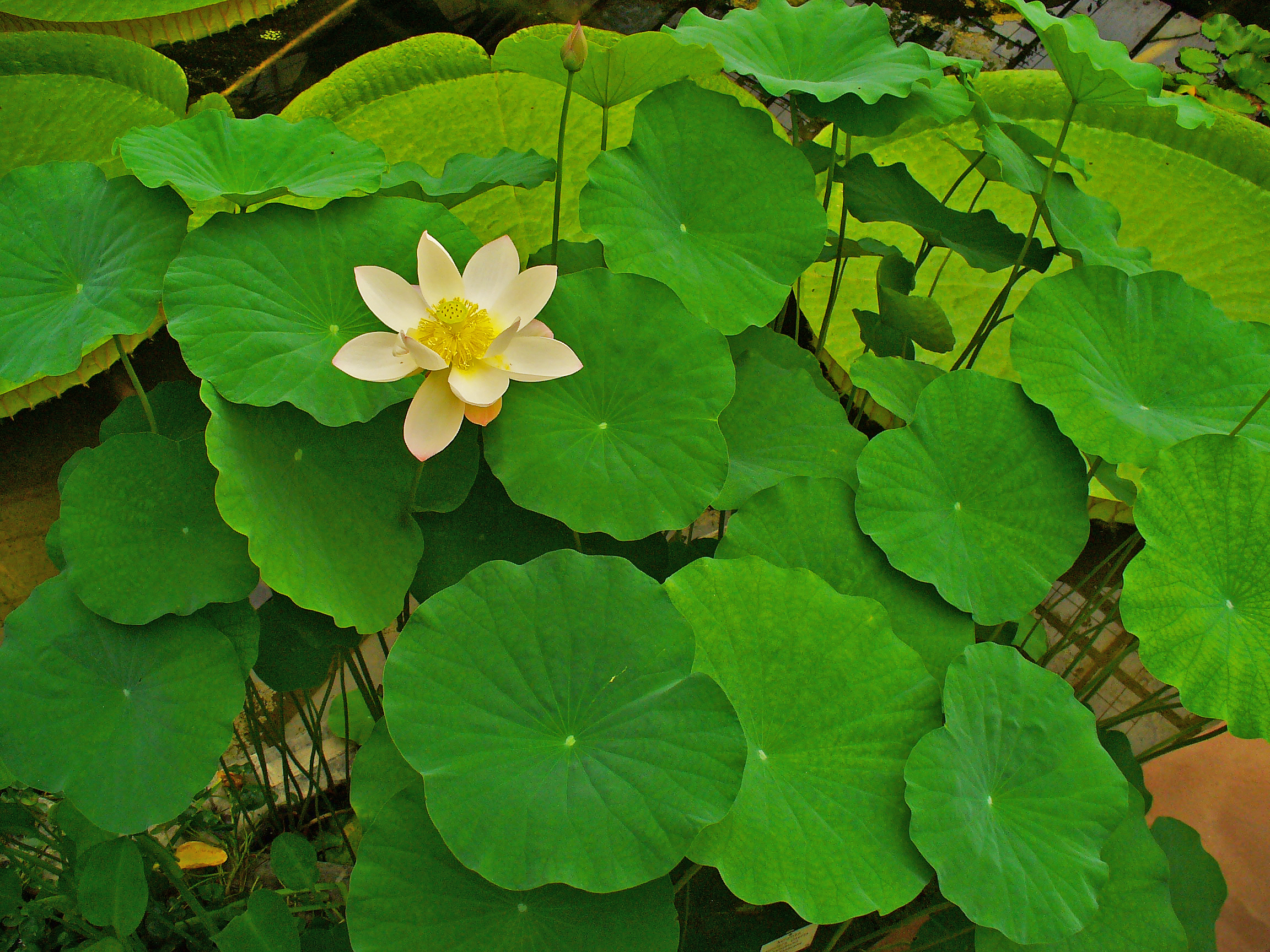
Az élőhelyén
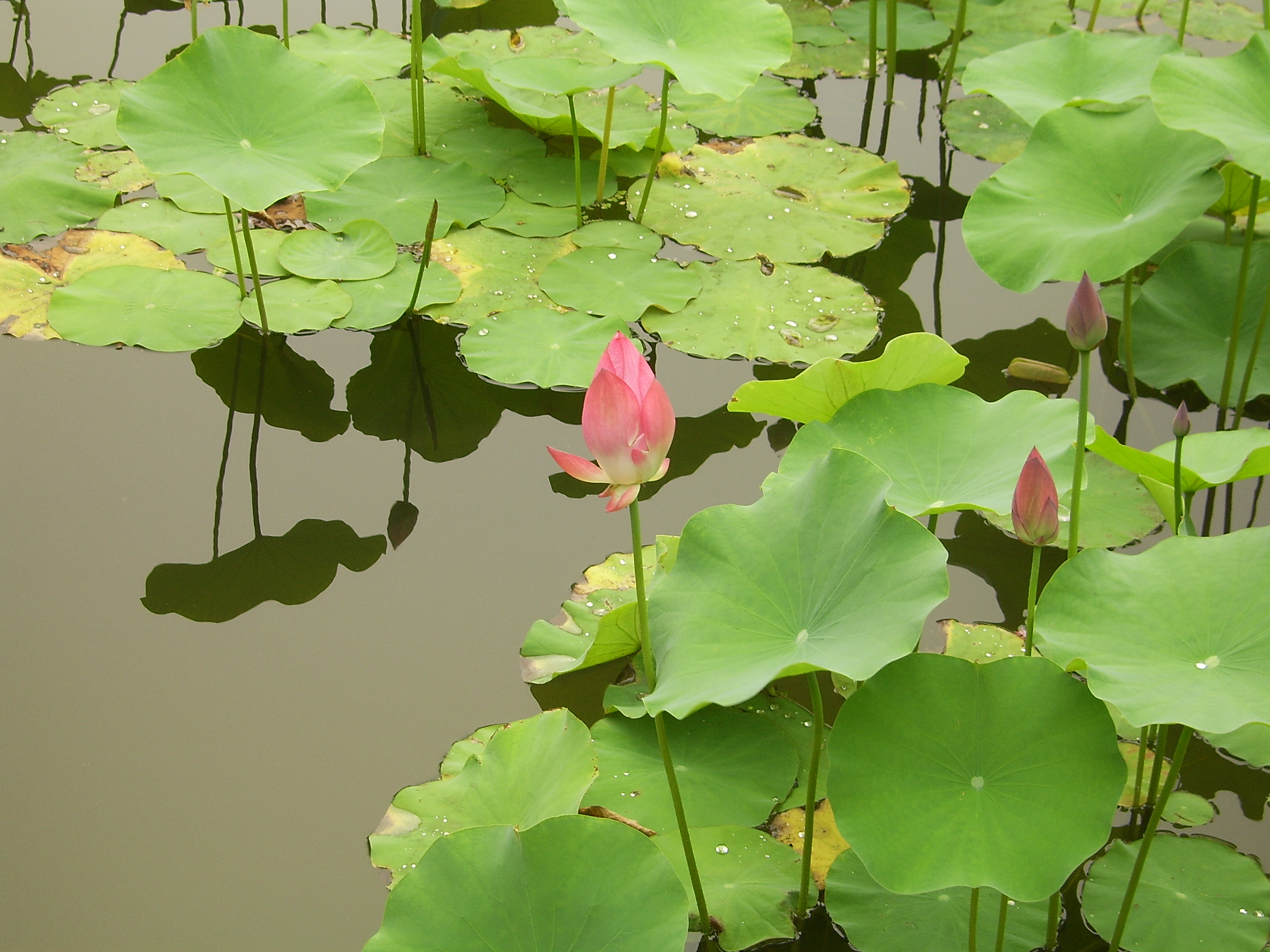
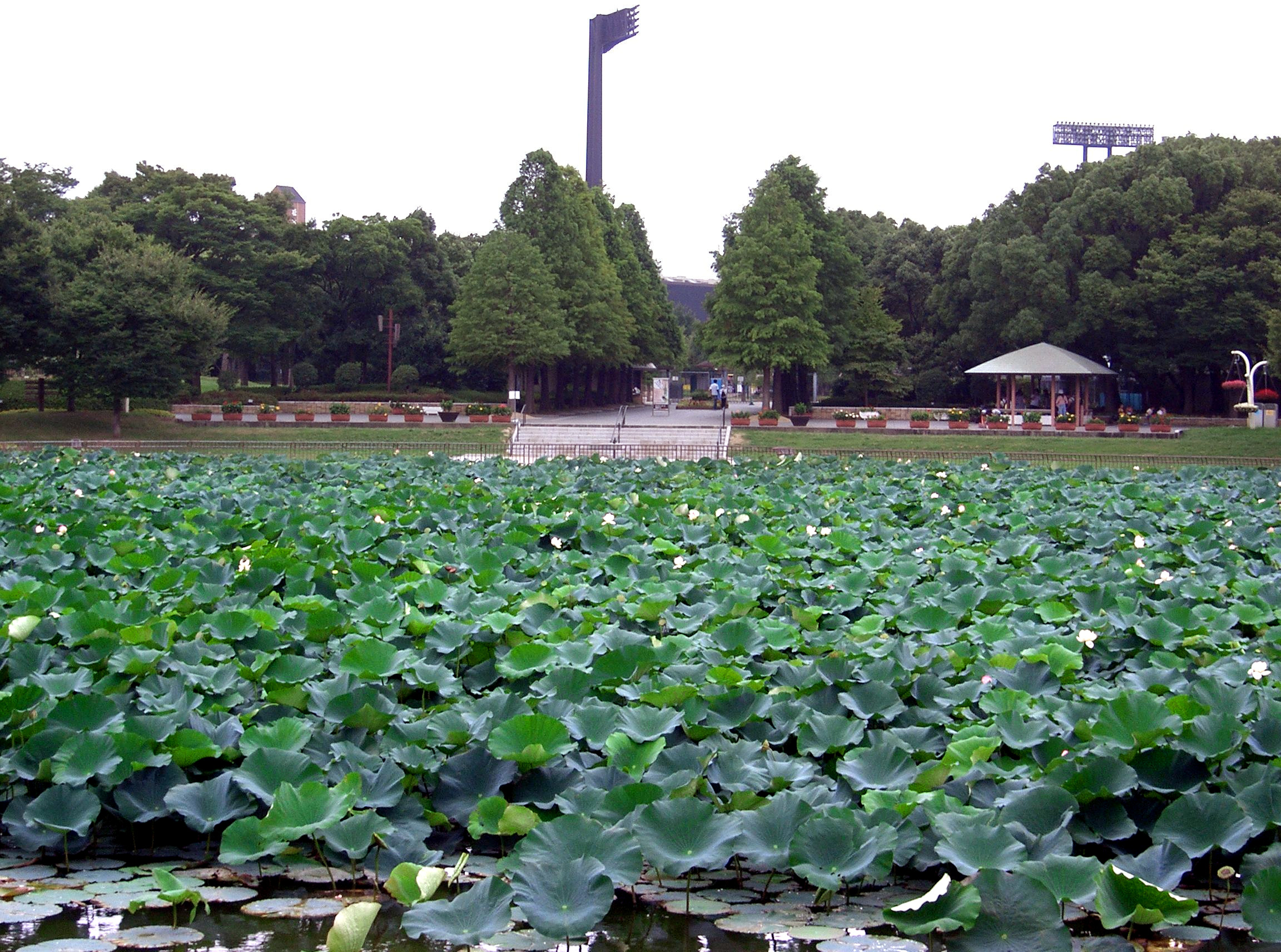
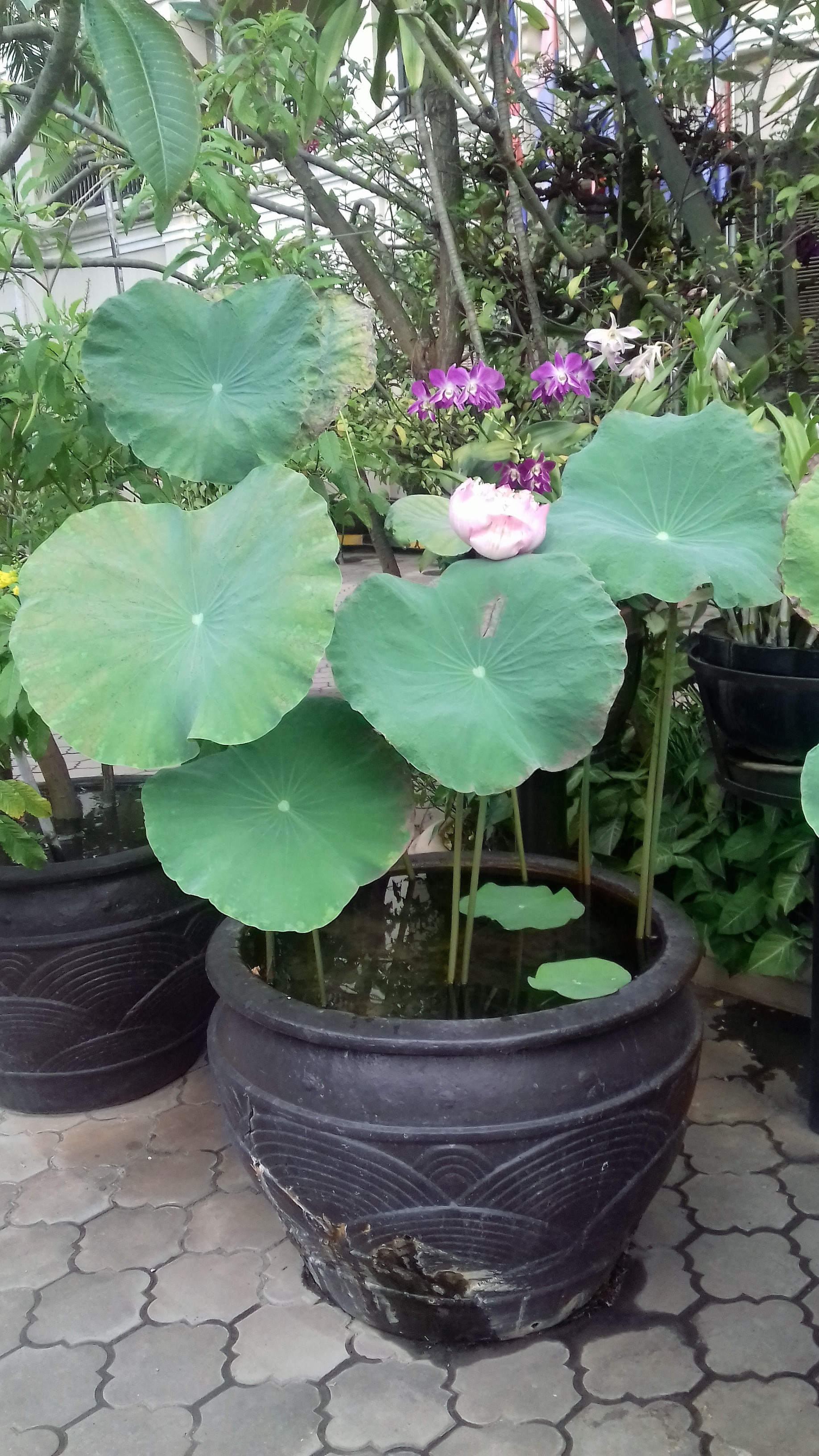
A növény
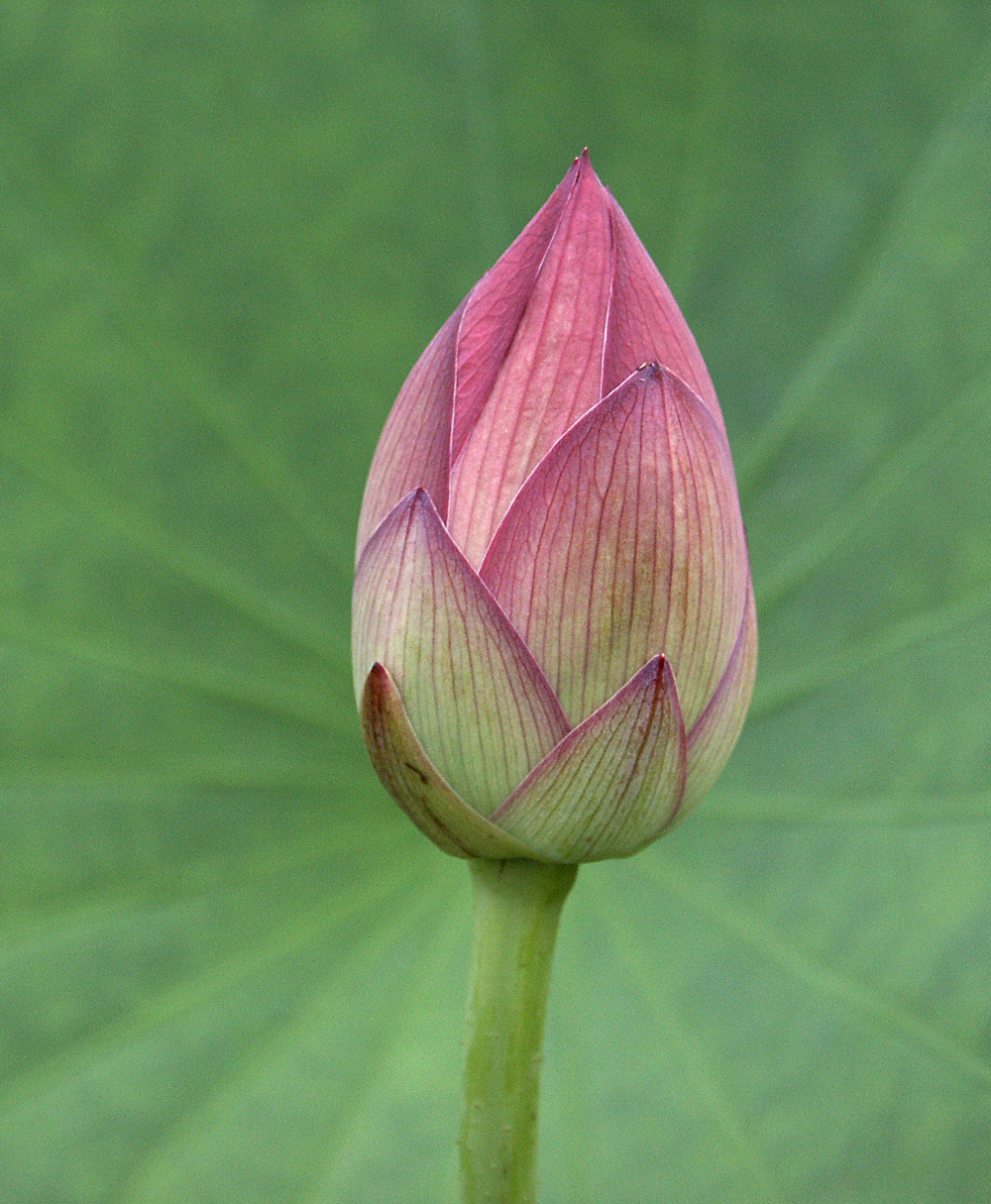
Bimbója
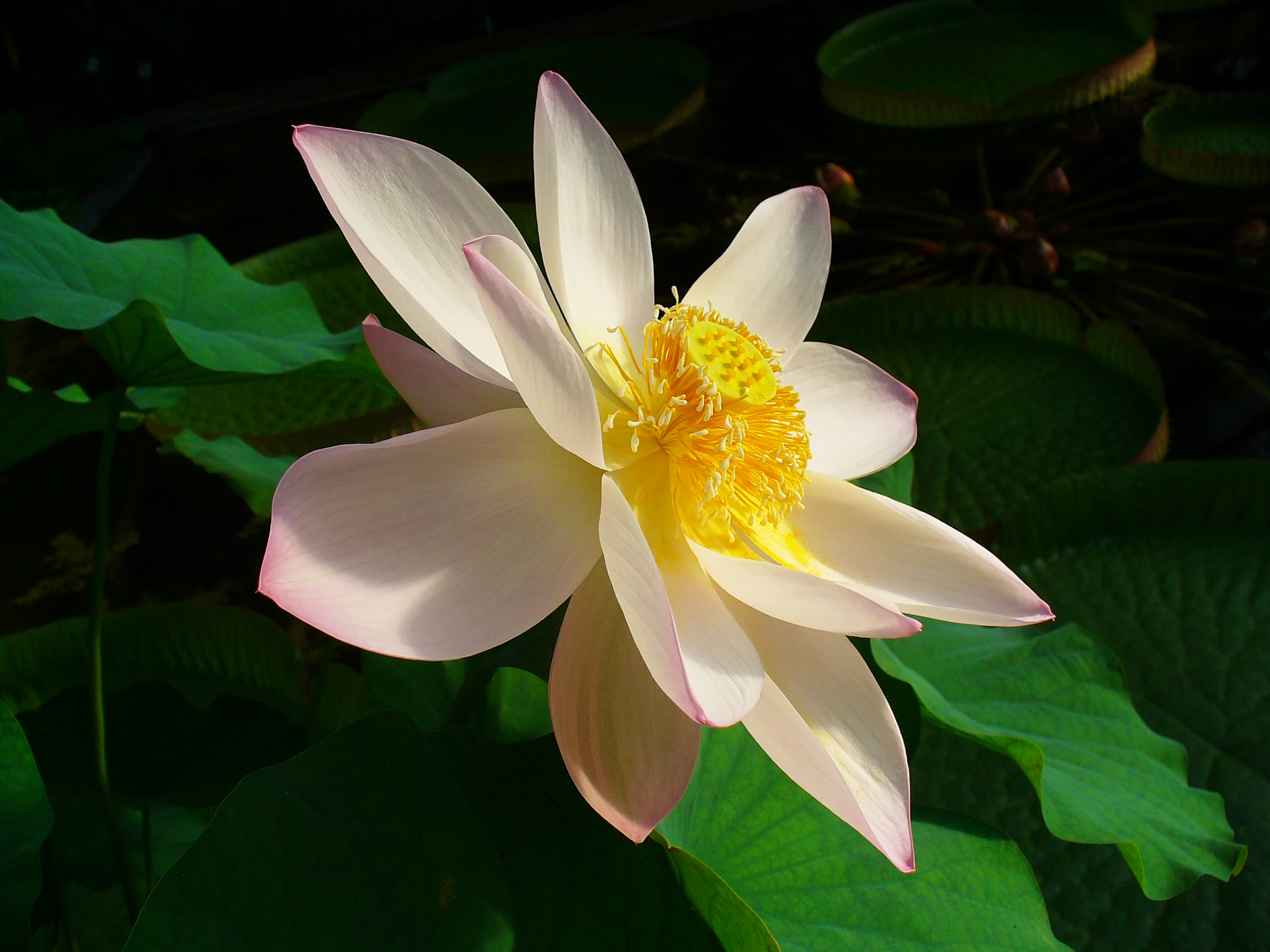
Virágai
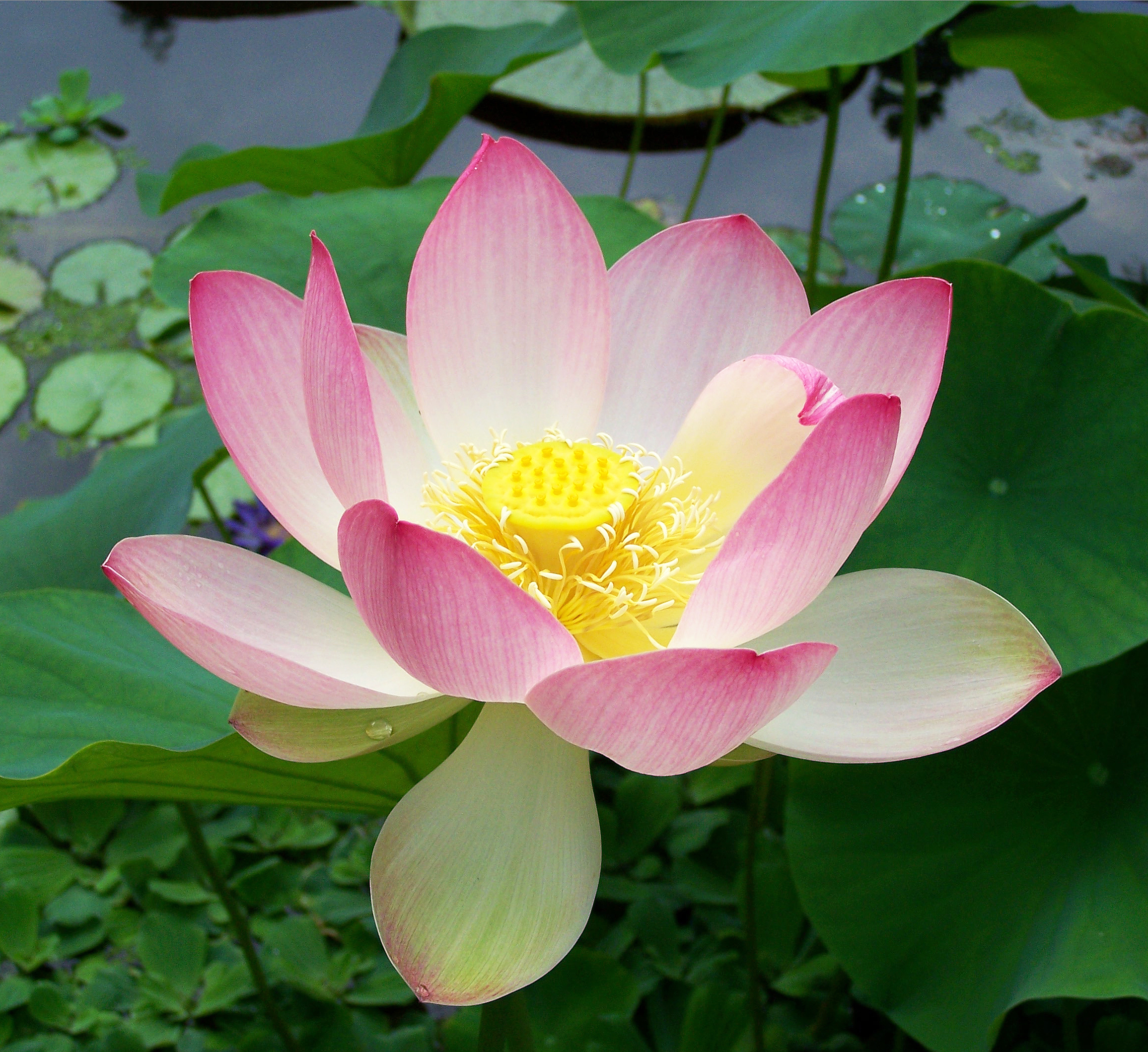
különböző
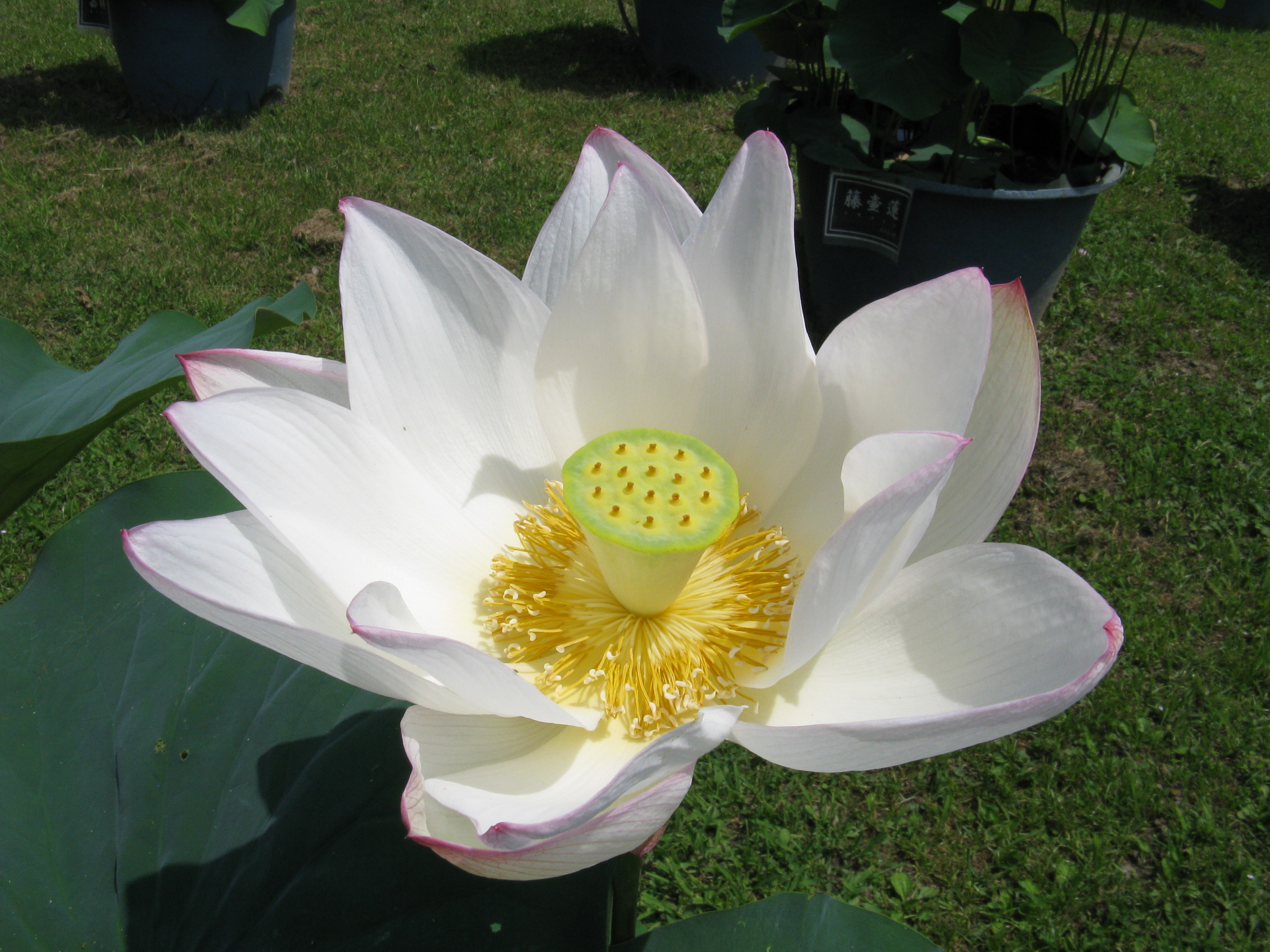
színekben
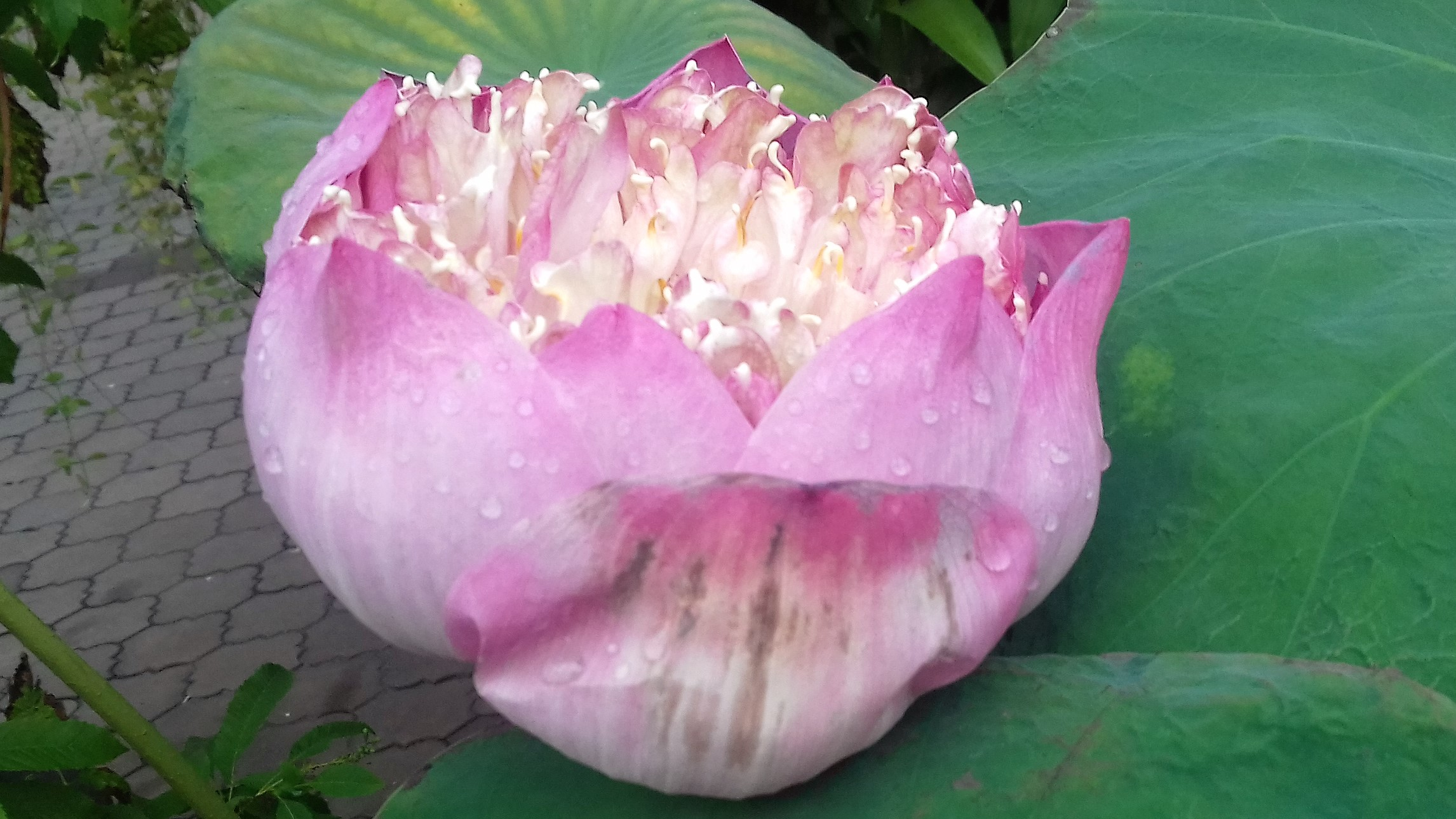
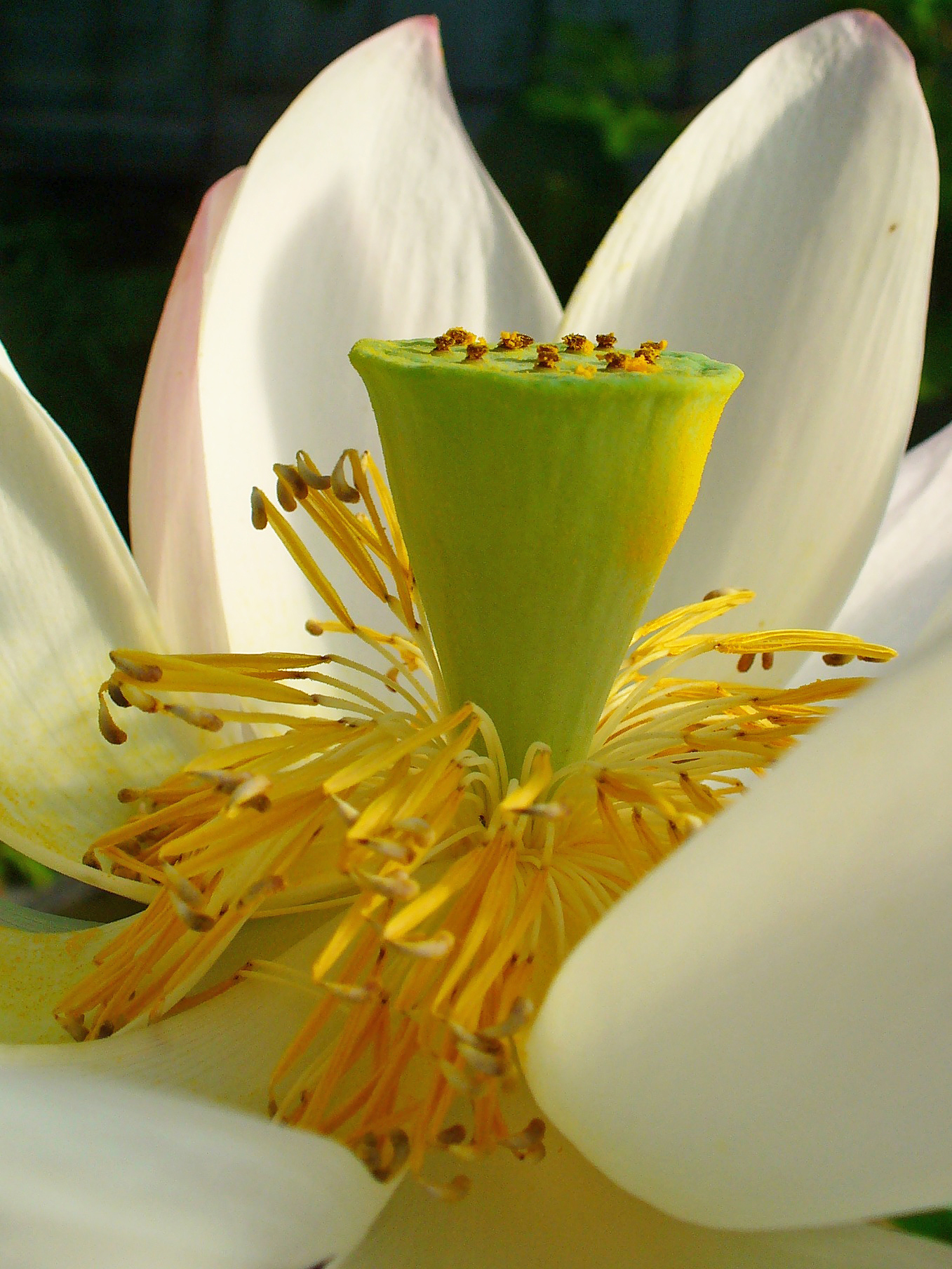
Termőtája közelről
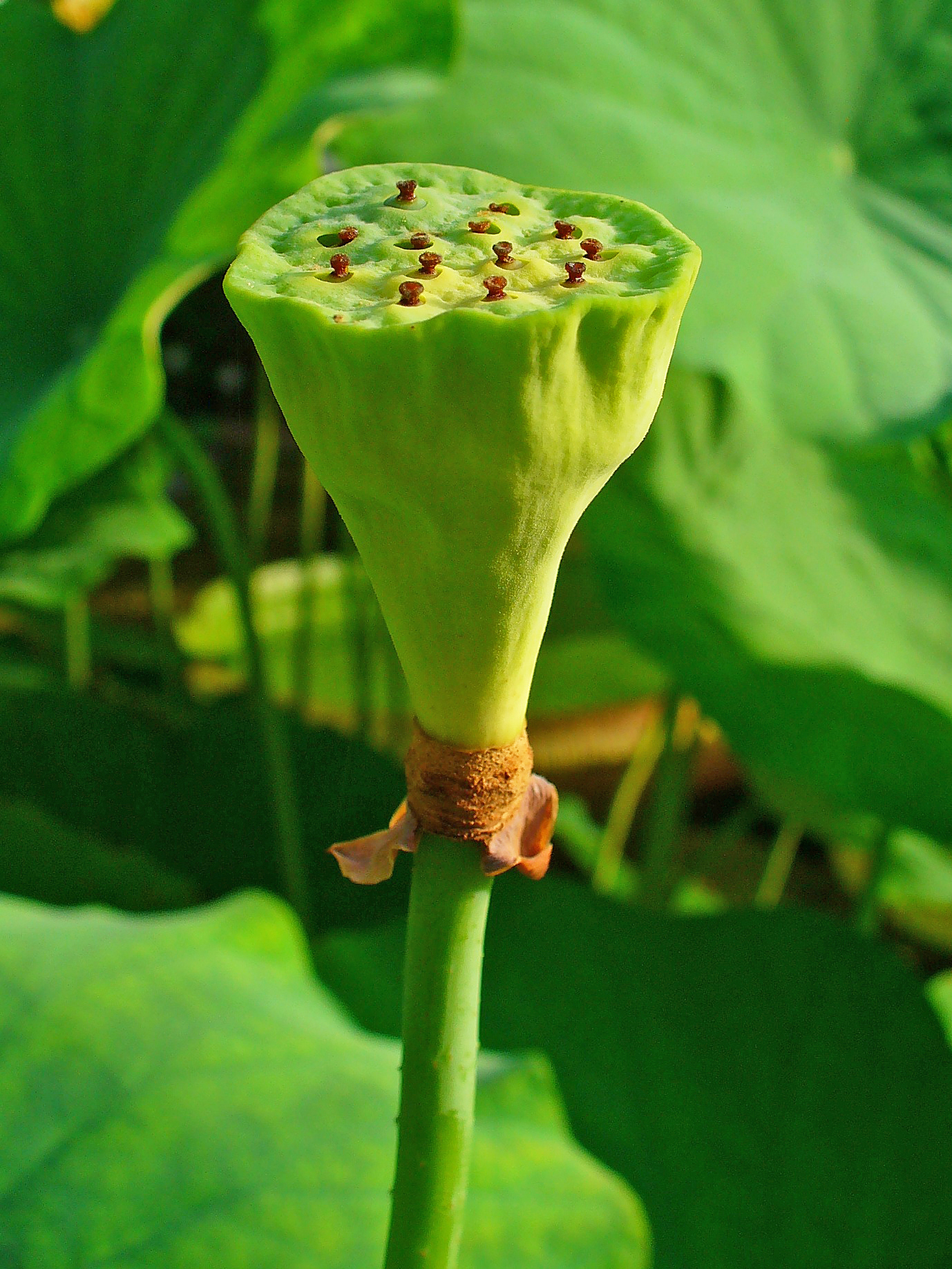
Éretlen termése
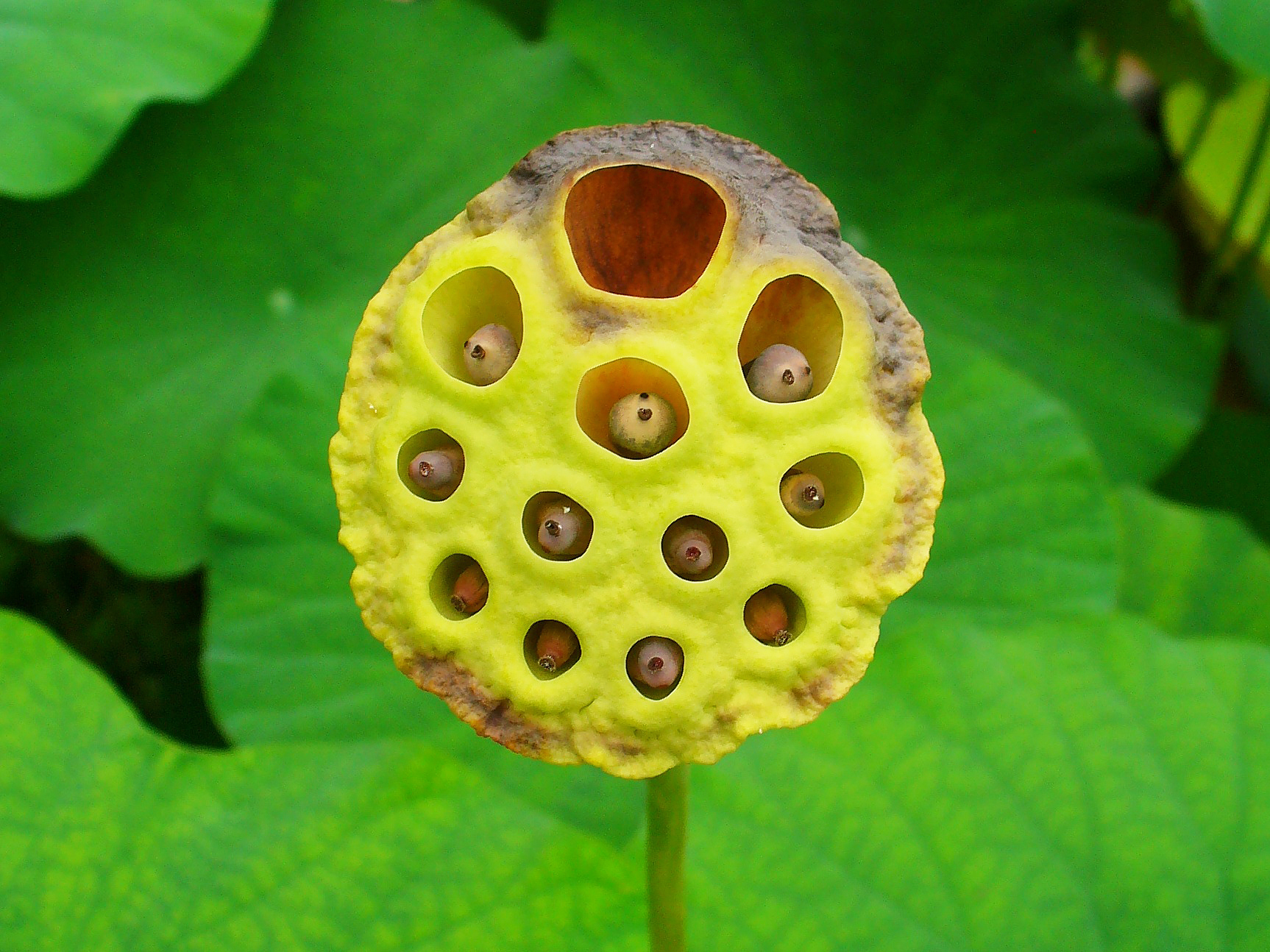
fejlődő magvai
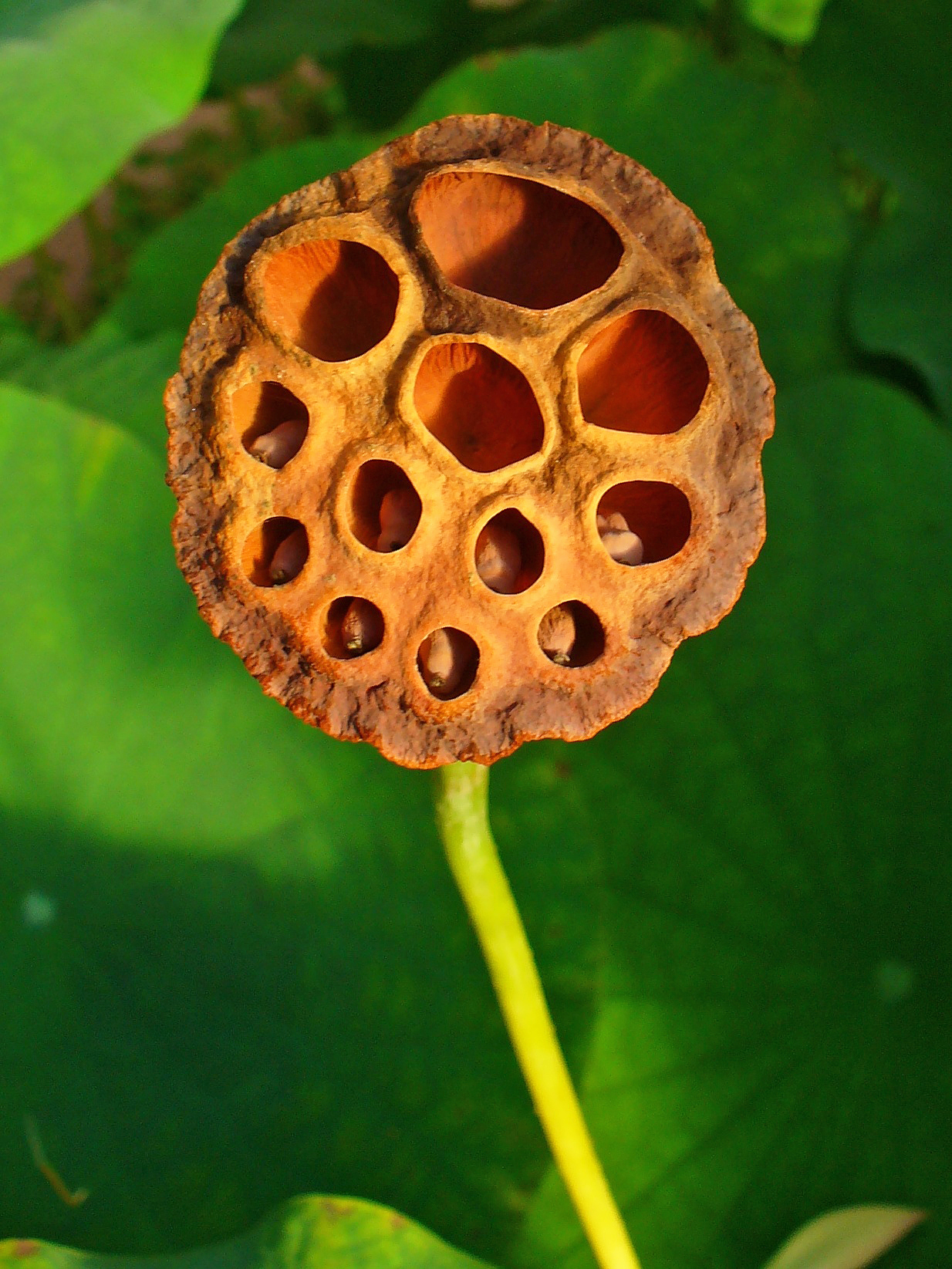
Érett termése
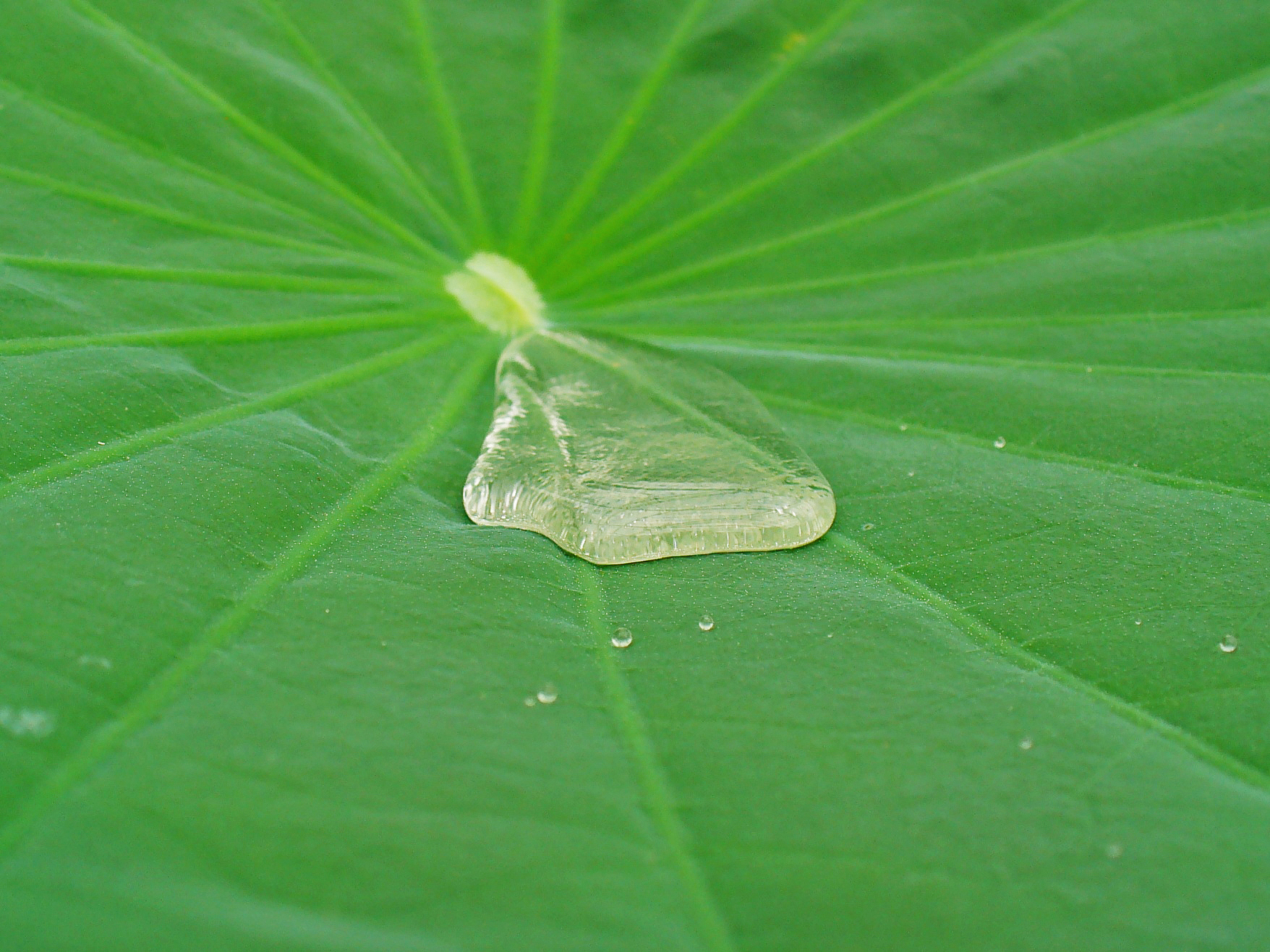
Víz a levélen
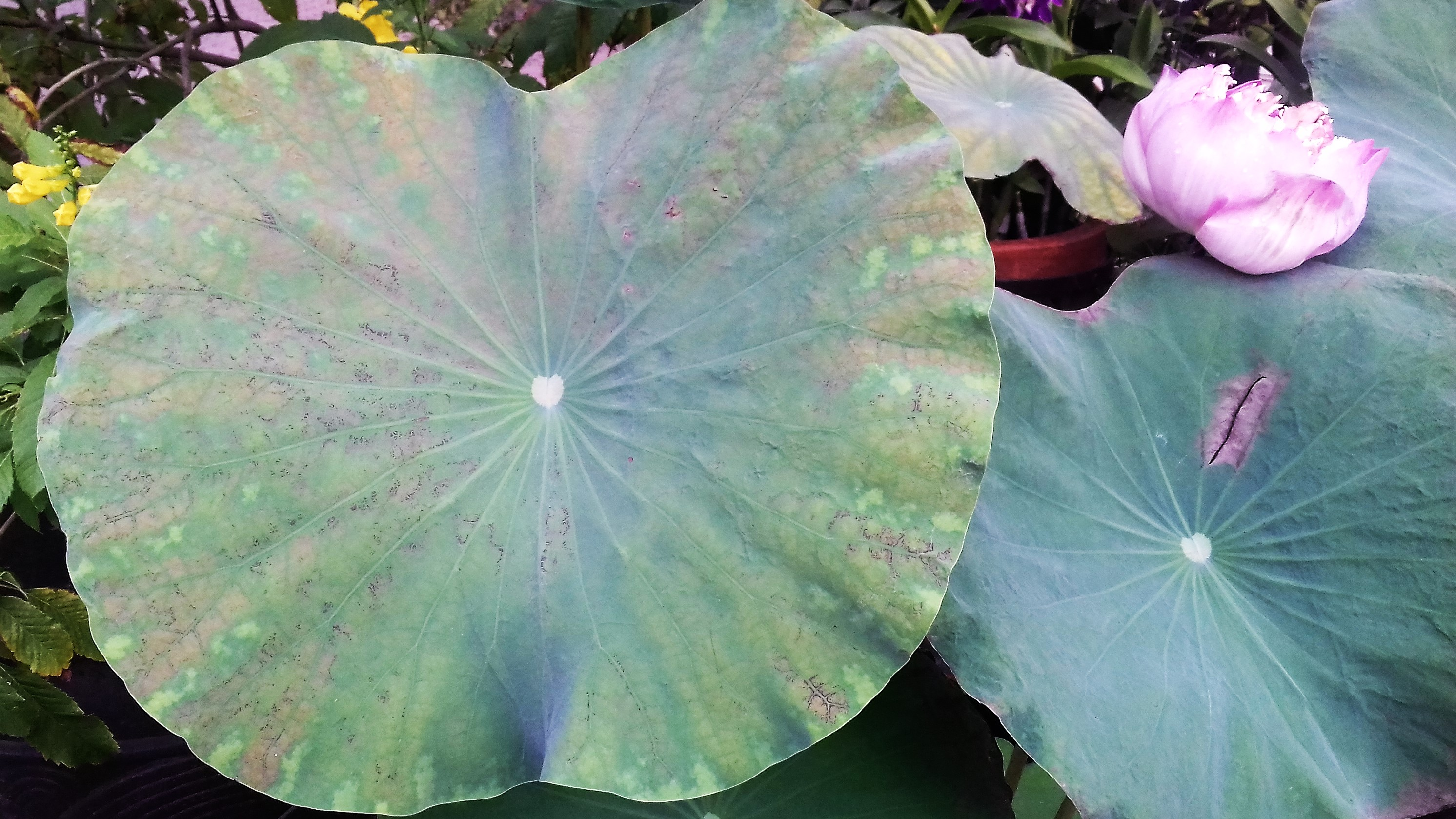
Levelei
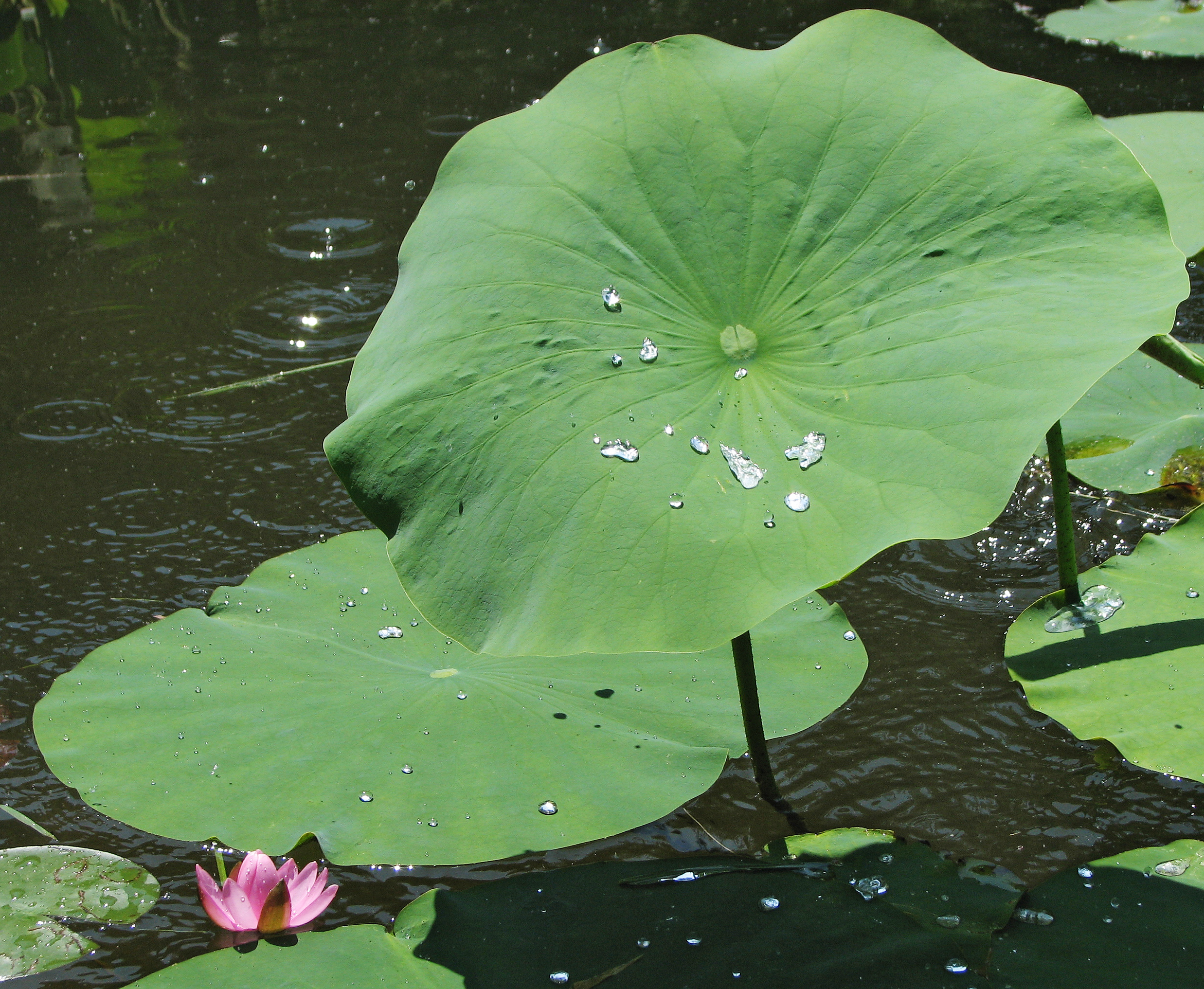
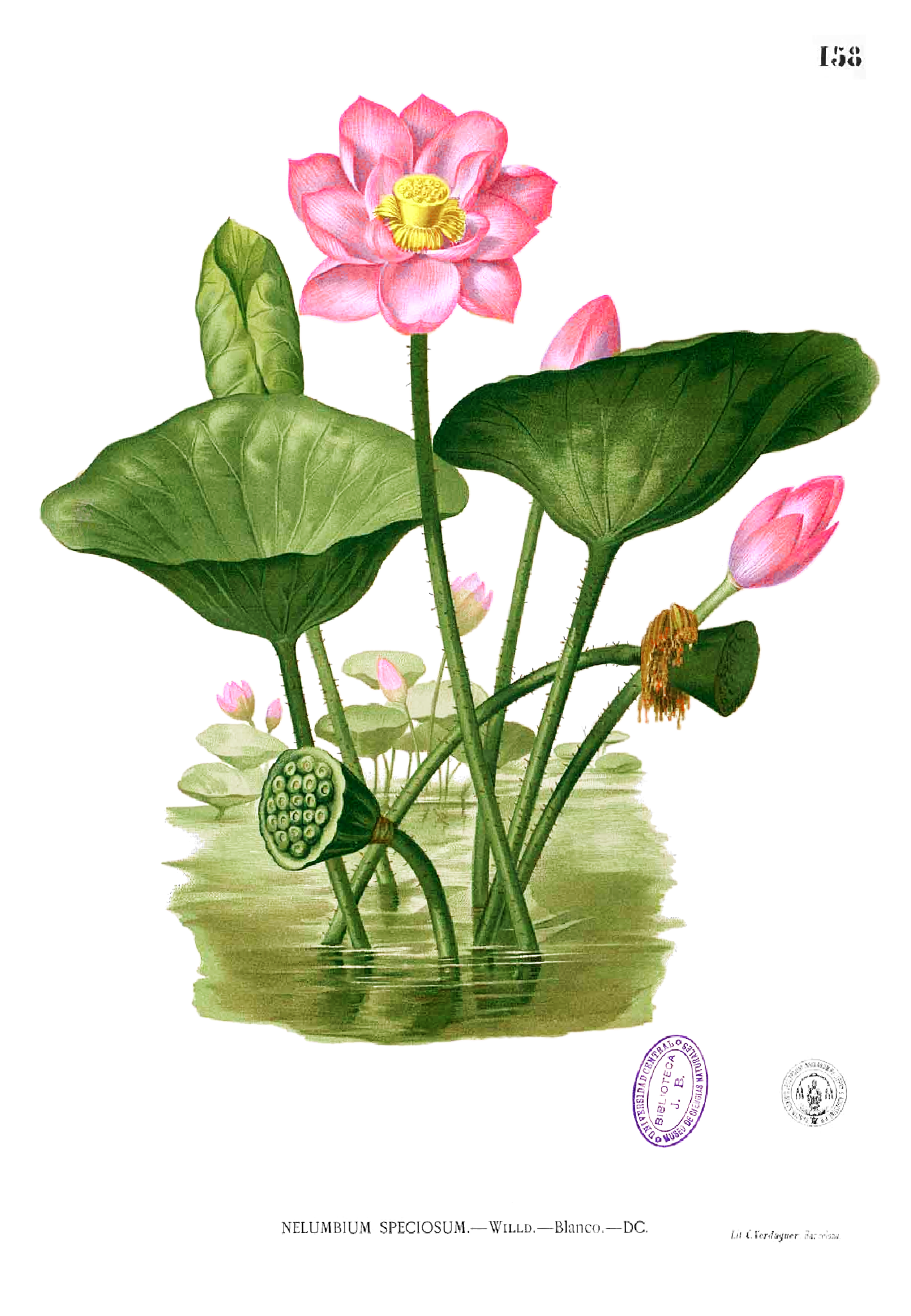
Rajz a növényről